# Amália Revisited
Amália Revisited é um álbum de tributo de 2005, que reúne alguns dos projectos e artistas da nova vaga da música portuguesa.
Sam The Kid, Cool Hipnoise, Fusionlab, Ana Deus e Bullet, são alguns dos nomes que revisitam as canções de Amália.

## Alinhamento
1. Cansaço (Versão Fantástica) (Bulllet feat. Liana)
2. Sabe-Se Lá  (Alex Fx feat. Marta Bernardes)
3. Flor De Lua (Wet Moon Version) (Cool Hipnoise)
4. Havemos De Ir A Viana (Fusionlab feat. Kalaf)
5. Ethos  (Sam the Kid)
6. Vou Dar De Beber A Dor (Ka§par & Rui Murka feat. Melo D)
7. Medo (Susto) (João Pedro Coimbra feat. Ana Deus)
8. Foi Deus (Donna Maria)
9. Estranha Forma De Vida (R-Form) (Lisbon City Rockers feat. Margarida Pinto)
10. Barco Negro (Mr. Tea feat. Orlanda)
11. Povo Que Lavas No Rio (JC Loops feat. Ana Laíns)
12. Lágrima (Tears For Amália Mix) (Yoda feat. Ana Vieira)
13. Amália, Quis Deus Que Fosse O Meu Nome (Maria João Branco)
14. Meu Amor, Meu Amor (Metrô)
15. N' Canunhô (Kandoo)